# Sender Jauerling
Der Sender Jauerling ist ein Hybridturm der ORS auf dem Jauerling in Niederösterreich, der für die Verbreitung von Hörfunk und TV sowie für den Richtfunk genutzt wird. Der interne Name lautet ST.PÖLTEN.

## Allgemeines
Der Sendeturm Jauerling wurde von 1955 bis 1958 errichtet und zeichnet sich als Hybridturm durch eine ungewöhnliche Bauweise aus. Der 141 m hohe Antennentragmast besteht aus einem freistehenden, rund 35 m hohen Stahlfachwerkturm als Unterbau, auf dem sich auf zwei Ebenen auch die Richtfunkantennen befinden, und einen am Erdboden dreifach in drei Ebenen abgespannten Oberteil mit unter anderem UKW- und TV-Antennen. Der Oberteil ist eine rund 80 m hohe Rohrmastkonstruktion auf der ein rd. 25 m hoher GFK-Antennenzylinder montiert ist.
Der Sender Jauerling ist der Hauptsender für den Großraum St. Pölten und das Waldviertel, mit Ausnahme des Gebietes um Gmünd.

## Richtfunkstation
Der Sendeturm Jauerling stellt nicht nur einen UKW-Sender mit hoher Reichweite dar, sondern ist auch eine wichtige Richtfunkrelaisstation für die so genannte „Ost-West-Route“, die auch Flugsicherung und Flugraumüberwachung umfasst. Die nächsten Relaisstationen, mit denen dieser Sender über Richtfunkstrecken im Frequenzbereich von 7 GHz bis 7,4 GHz verbunden ist, sind in westlicher Richtung die Richtfunkstation Sonntagberg; ostwärts die Richtfunkstation Exelberg.

## Weiterer Sender am Jauerling
Unweit dieses Senders befindet sich eine weitere Sendeanlage. Diese ist eine Relaisstation u. a. für Feuerwehr und Polizeifunk. Weiters gibt es eine Mobilfunk-Basisstation.

## Aktuelle Rundfunkprogramme

### Analoger Hörfunk (UKW)
Vom Jauerling werden folgende Hörfunkprogramme (in horizontaler Polarisierung) übertragen:
| Frequenz  | Sendername             | RDS PS   | Senderlogo | PI-Code               | Regionalisierung | ERP    |
| --------- | ---------------------- | -------- | ---------- | --------------------- | ---------------- | ------ |
| 89,4 MHz  | Hitradio Ö3            | __OE_3__ |            | A203                  |                  | 100 kW |
| 91,5 MHz  | Radio Niederösterreich | RADIO-N_ |            | A602                  | Niederösterreich | 100 kW |
| 97,0 MHz  | Ö1                     | __OE_1__ |            | A201                  |                  | 100 kW |
| 98,8 MHz  | FM4                    | __FM4___ |            | A213                  |                  | 100 kW |
| 105,3 MHz | kronehit               | kronehit |            | A3FF/ A6FF (regional) | Niederösterreich | 100 kW |

### Digitaler Hörfunk (DAB+)
Am 11. Dezember 2019 nahm der Sender Jauerling die Ausstrahlung des ersten österreichweiten MUX im Standard DAB+ auf.
DAB wird in vertikaler Polarisation und im Gleichwellenbetrieb mit anderen Sendern ausgestrahlt.
| Block               | Programme | ERP (in kW) | Antennen- diagramm rund (ND), gerichtet (D) | Gleichwellennetz (SFN) |
| ------------------- | --- | ----------- | ------------------------------------------- | --- |
| 10B MUX II NOE/Bgld | - EuroDance X-Press (112 kbp/s) - Pirate Radio (112 kbp/s) - OÖNow (72 kbp/s) - SPI NOE (16 kbp/s Daten) | 5,6         | N                                           | - Niederösterreich: Semmering (Sonnwendstein), St. Pölten (Jauerling) - Wien: Wien (Kahlenberg), Wien (DC Tower 1), Wien (Liesing)                                                                      |
| 5D DAB+ Austria     | DAB-Block des österreichischen Bundesmux: - #Radio ONE (80 kbit/s) - * 88,6 * (72 kbit/s) - Antenne Österreich (72 kbit/s) - arabella HOT (72 kbit/s) - arabella MAGIC (72 kbit/s) - Energy (96 kbit/s) - ERF Süd (40 kbit/s) - jö.live (72 kbit/s) - KLASSIK RADIO (72 kbit/s) - Mein Kinderradio (40 kbit/s) - oe24 Radio (72 kbit/s) - Radio Maria Österreich (72 kbit/s) - Radio Stephansdom Klassik (72 kbit/s) - Rock Antenne (72 kbit/s) - Schlagerradio Flamingo (72 kbit/s) - WELLE 1 (72 kbit/s) - ORS EPG (16 kbit/s Daten) - ORS TPEG (8 kbit/s Daten, geplant) | 5,6         | N                                           | - Niederösterreich: Semmering (Sonnwendstein), St. Pölten (Jauerling) - Steiermark: Bruck an der Mur (Mugel), Schladming (Hauser Kaibling) - Wien: Wien (Kahlenberg), Wien (DC Tower 1), Wien (Liesing) |
| 5C MUX III-WNB      | - #Radio Rot Weiss Rot (112 kbp/s) - #Super 80s (112 kbp/s) - *SOL* (56 kbp/s) - ARABELLA (72 kbp/s) - Antenne Hit (72 kbp/s) - Flash 90s (72 kbp/s) - Beats Radio (72 kbp/s) - LoungeFM (40 kbp/s) - Inforadio (40 kbp/s) - Musiksender GÖD (72 kbp/s) - Nostalgie (96 kbp/s) - Superfly (72 kbp/s) - Radio VM1 (72 kbp/s) - Radio Bollerwagen (72 kbp/s) - XXXL RADIO (72 kbp/s) - SPI (16 kbp/s Daten) | 5,6         | N                                           | - Niederösterreich: Semmering (Sonnwendstein), St. Pölten (Jauerling) - Wien: Wien (Kahlenberg), Wien (DC Tower 1), Wien (Liesing)                                                                      |

### Digitales Fernsehen (DVB-T2)
In DVB-T2 werden in Summe fünf Multiplexe ausgestrahlt: Der Empfang von allen Multiplexen ist nur mit entsprechender simpliTV-Hardware wegen der Grundverschlüsselung möglich.
| Multiplex DVB-T2 | Kanal         | Programme im Bouquet | ERP   | Polarisation |
| ---------------- | ------------- | --- | ----- | ------------ |
| A-WNB            | K31 (554 MHz) | ORF 1 HD, ORF 2 HD, ORF III HD, ORF SPORT+ HD unverschlüsselt: (ORF 1, ORF 2, Ö3-Visual-Radio, Ö3, FM4, Radio Österreich 1)                             | 80 kW | horizontal   |
| B2               | K21 (474 MHz) | PULS 4, Servus TV, 3sat, ATV2, RTL, ZDF info | 80 kW | horizontal   |
| D2               | K38 (610 MHz) | Super RTL, n-tv, Phoenix, Nickelodeon, One, DMAX, RTL Nitro                                                                                             | 80 kW | horizontal   |
| E2               | K55 (746 MHz) | Das Erste HD, ZDF HD, RTL II, Sixx Austria, Kabel eins Austria, Eurosport, Playboy TV, Bayerisches Fernsehen, KI.KA, ARTE, ZDFneo, Sport1               | 80 kW | horizontal   |
| F2               | K58 (770 MHz) | Sat.1 Österreich HD, Puls 4 HD, VOX HD, ProSieben Austria HD, CNN, Deluxe Music, Disney Channel, NDR, Puls 24 unverschlüsselt: (Radio Maria Österreich) | 80 kW | horizontal   |

## Ehemalige Rundfunkausstrahlungen

### Digitales Fernsehen (DVB-T)
Vom 26. Oktober 2006 bis Oktober 2016 strahlte der Sender Jauerling MUX A und MUX B in DVB-T aus, danach folgende die Umstellung auf DVB-T2.
| Multiplex DVB-T | Kanal         | Programme im Bouquet                              | ERP      | Polarisation |
| --------------- | ------------- | ------------------------------------------------- | -------- | ------------ |
| MUX A           | K31 (554 MHz) | ORF eins, ORF 2 Wien, ORF 2 Niederösterreich, ATV | 34,67 kW | horizontal   |
| MUX B           | K21 (474 MHz) | Puls 4, ORF SPORT +, 3sat, ORF III, ServusTV      | 34,67 kW | horizontal   |

### Analoges Fernsehen (PAL)
Bis zur Umstellung auf DVB-T am 22. Oktober 2007 wurden folgende Programme in analogem PAL gesendet:
| Kanal    | Frequenz (MHz) | Programm                 | ERP (kW) | Polarisation horizontal (H)/ vertikal (V) |
| -------- | -------------- | ------------------------ | -------- | ----------------------------------------- |
| 2A // R1 | 49,75          | ORF 1                    | 60       | H                                         |
| 21       | 471,25         | ORF 2 (Niederösterreich) | 600      | H                                         |
| 31       | 551,25         | ATV                      | 600      | H                                         |
| 38       | 607,25         | ORF 1                    | 600      | H                                         |